# Jason Lamy-Chappuis
Jason Lamy-Chappuis (Missoula, 9 settembre 1986) è un ex sciatore nordico francese attivo sia nel salto con gli sci sia nella combinata nordica, disciplina nella quale ha colto i maggiori successi.

## Biografia
Nato negli Stati Uniti da genitori francesi, nel 1991 a cinque anni si trasferì a Bois-d'Amont, dove conobbe lo sci nordico; in carriera si è dedicato quasi esclusivamente alla combinata nordica, ma ha ottenuto anche alcuni risultati di rilievo nel salto con gli sci, con tre piazzamenti nei primi dieci in Coppa del Mondo e varie medaglie ai Campionati francesi.

### Stagioni 2002-2009
Debuttò nel Circo bianco il 14 dicembre 2002 giungendo 8º in un'individuale Gundersen K80/10 km valida ai fini FIS a Klingenthal. Un anno dopo ai Mondiali juniores di Sollefteå conquistò, insieme ai compagni di nazionale, il bronzo nella partenza in linea a squadre K107/4x5 km.
Nel 2005 conquistò il primo podio in Coppa del Mondo e l'argento nella gara a squadre HS100/4x5 km a Mondiali juniores di Rovaniemi, mentre per il primo successo dovette attendere il 19 marzo 2006, con la sprint tenutasi a Sapporo. Nel 2007 giunse primo nella Coppa del Mondo di sprint. Partecipò ai Mondiali di Liberec 2009 riuscendo a ottenere due bronzi individuali, nella partenza in linea HS100/10 km e nell'individuale Gundersen HS 134/10 km, entrambe in tecnica libera.

### Stagioni 2010-2011
L'anno seguente salì sul gradino più alto del podio ai XXI Giochi olimpici invernali di Vancouver 2010, nel trampolino normale, e si classificò 18º nel trampolino lungo e 4º nella gara a squadre. Nella stessa stagione conquistò anche la Coppa del Mondo assoluta.
Nel 2011, ai Campionati mondiali di Oslo, si aggiudicò l'oro iridato nell'individuale HS 134/10 km e a fine stagione ottenne la sua seconda Coppa del Mondo generale.

### Stagioni 2012-2018
Nel 2012 conquistò per la terza volta consecutiva la Coppa del Mondo assoluta, mentre nella stagione seguente chiuse al secondo posto dietro al tedesco Eric Frenzel. Nello stesso anno, ai Mondiali di Val di Fiemme 2013, conquistò tre medaglie d'oro (nel trampolino normale e nelle due gare a squadre) e una di bronzo (nel trampolino lungo).
Ai XXII Giochi olimpici invernali, Soči 2014 si classificò 35º nel trampolino normale, 7º nel trampolino lungo e 4º nella gara a squadre. L'anno successivo, ai Mondiali di Falun 2015, vinse la medaglia d'oro nella sprint a squadre dal trampolino lungo, quella di bronzo sia nel trampolino normale, sia nella gara a squadre dal trampolino normale, e si classificò 6º nel trampolino lungo. Al termine di quella stagione aveva annunciato il ritiro dalle competizioni, ma dopo due stagioni di inattività è tornato alle gare, in combinata nordica. Ai XXIII Giochi olimpici invernali di Pyeongchang 2018 si è classificato 31º nel trampolino normale, 30º nel trampolino lungo e 5º nella gara a squadre, dopodiché ha annunciato il ritiro definitivo al termine della stagione.

## Palmarès

### Combinata nordica

#### Olimpiadi
- 1 medaglia:
  - 1 oro (individuale dal trampolino normale a Vancouver 2010)

#### Mondiali
- 10 medaglie:
  - 5 ori (trampolino lungo a Oslo 2011; trampolino normale, gara a squadre dal trampolino normale, sprint a squadre dal trampolino lungo a Val di Fiemme 2013; sprint a squadre dal trampolino lungo a Falun 2015)
  - 5 bronzi (trampolino lungo, partenza in linea a Liberec 2009; trampolino lungo a Val di Fiemme 2013; trampolino normale, gara a squadre dal trampolino normale a Falun 2015)

#### Mondiali juniores
- 2 medaglie:
  - 1 argento (gara a squadre a Rovaniemi 2005)
  - 1 bronzo (partenza in linea a squadre a Sollefteå 2003)

#### Coppa del Mondo
- Vincitore della Coppa del Mondo nel 2010, nel 2011 e nel 2012.
- Vincitore della Coppa del Mondo di sprint nel 2007
- 72 podi (59 individuali, 13 a squadre):
  - 27 vittorie (26 individuali, 1 a squadre)
  - 24 secondi posti (19 individuali, 5 a squadre)
  - 21 terzi posti (14 individuali, 7 a squadre)

##### Coppa del Mondo - vittorie
| Data             | Località            | Nazione   | Trampolino                  | Spec.                                    |
| ---------------- | ------------------- | --------- | --------------------------- | ---------------------------------------- |
| 19 marzo 2006    | Sapporo             | Giappone  | Ōkurayama HS134             | SP LH/7,5 km                             |
| 25 novembre 2006 | Kuusamo             | Finlandia | Rukatunturi HS142           | IN LH/15 km                              |
| 18 marzo 2007    | Oslo                | Norvegia  | Holmenkollen HS128          | SP LH/7,5 km                             |
| 5 gennaio 2008   | Schonach            | Germania  | Langenwaldschanze HS96      | SP NH/7,5 km                             |
| 27 gennaio 2008  | Seefeld in Tirol    | Austria   | Toni Seelos HS100           | SP NH/7,5 km                             |
| 28 novembre 2009 | Kuusamo             | Finlandia | Rukatunturi HS142           | IN LH/10 km                              |
| 5 dicembre 2009  | Lillehammer         | Norvegia  | Lysgårdsbakken HS138        | IN LH/10 km                              |
| 18 dicembre 2009 | Ramsau am Dachstein | Austria   | W90-Mattensprunganlage HS98 | IN NH/10 km                              |
| 19 dicembre 2009 | Ramsau am Dachstein | Austria   | W90-Mattensprunganlage HS98 | IN NH/10 km                              |
| 23 gennaio 2010  | Schonach            | Germania  | Langenwaldschanze HS96      | IN LH/10 km                              |
| 14 marzo 2010    | Oslo                | Norvegia  | Holmenkollen HS134          | IN LH/10 km                              |
| 26 novembre 2010 | Kuusamo             | Finlandia | Rukatunturi HS142           | IN LH/10 km                              |
| 5 dicembre 2010  | Lillehammer         | Norvegia  | Lysgårdsbakken HS138        | IN LH/10 km                              |
| 15 gennaio 2011  | Seefeld in Tirol    | Austria   | Toni Seelos HS109           | IN NH/10 km                              |
| 23 gennaio 2011  | Chaux-Neuve         | Francia   | La Côté Feuillée HS118      | IN LH/10 km                              |
| 11 dicembre 2011 | Ramsau am Dachstein | Austria   | W90-Mattensprunganlage HS98 | IN NH/10 km                              |
| 16 dicembre 2011 | Seefeld in Tirol    | Austria   | Toni Seelos HS109           | T SP NH/2x7,5 km (con Sébastien Lacroix) |
| 17 dicembre 2011 | Seefeld in Tirol    | Austria   | Toni Seelos HS109           | IN NH/10 km                              |
| 18 dicembre 2011 | Seefeld in Tirol    | Austria   | Toni Seelos HS109           | IN NH/10 km                              |
| 3 febbraio 2012  | Val di Fiemme       | Italia    | Giuseppe Dal Ben HS134      | PR LH/10 km                              |
| 19 febbraio 2012 | Klingenthal         | Germania  | Vogtland Arena HS140        | IN LH/10 km                              |
| 1º dicembre 2012 | Kuusamo             | Finlandia | Rukatunturi HS142           | IN LH/10 km                              |
| 6 gennaio 2013   | Schonach            | Germania  | Langenwaldschanze HS106     | IN LH/10 km                              |
| 16 marzo 2013    | Oslo                | Norvegia  | Holmenkollen HS134          | IN LH/10 km                              |
| 7 dicembre 2013  | Lillehammer         | Norvegia  | Lysgårdsbakken HS100        | IN NH/10 km                              |
| 22 dicembre 2013 | Schonach            | Germania  | Langenwaldschanze HS106     | IN NH/10 km                              |
| 21 dicembre 2014 | Ramsau am Dachstein | Austria   | W90-Mattensprunganlage HS98 | IN NH/10 km                              |

Legenda:

IN = individuale Gundersen

SP = sprint

PR = gara a handicap

T = gara a squadre

NH = trampolino normale

LH = trampolino lungo

#### Campionati francesi
- 8 medaglie[1]:
  - 7 ori (individuale nel 2006, nel 2007, nel 2008, nel 2009 e nel 2011, nel 2012, nel 2013)
  - 1 bronzo (individuale nel 2004)

#### Campionati francesi juniores
- 1 medaglia[1]:
  - 1 oro (individuale nel 2004)

### Salto con gli sci

#### Campionati francesi
- 6 medaglie[1]:
  - 4 ori (individuale, gara a squadre nel 2011; gara a squadre nel 2013; gara a squadre nel 2014)
  - 2 argenti (individuale nel 2005 e nel 2006)

#### Campionati francesi juniores
- 1 medaglia[1]:
  - 1 bronzo (individuale nel 2004)